# Morgan (Georgia)
Morgan város az USA Georgia államában. Lakosainak száma 1741 fő (2020. április 1.).

## Népesség
A település népességének változása:
| Lakosok száma | 1464 | 240  | 1741 |
|               | 2000 | 2010 | 2020 |